# Biserica Oboru Vechi din București
Biserica Oboru Vechi din București este un monument istoric aflat pe teritoriul municipiului București. În Repertoriul Arheologic Național, monumentul apare cu codul 179132.72.